# Lâmpada incandescente
Lâmpada incandescente
A lâmpada incandescente é um dispositivo elétrico que transforma energia elétrica em energia luminosa e energia térmica através do efeito Joule. Dada a sua simplicidade, foi o primeiro dispositivo prático que permitiu utilizar eletricidade para iluminação, sendo durante as primeiras décadas de uso comercial da energia elétrica a principal forma de consumo daquela forma de energia.

## História
Desde o início do século XIX, vários inventores tentaram construir fontes de luz à base de energia elétrica. Humphry Davy, em 1802, construiu a primeira fonte luminosa com um filamento de platina, utilizando-se do efeito Joule, observado quando um resistor é aquecido pela passagem de uma corrente elétrica a ponto de emitir luz visível. Outros vinte e um inventores construíram lâmpadas incandescentes antes de Thomas Edison, que foi o primeiro a construir a primeira lâmpada incandescente comercializável em 1879, utilizando uma haste de carvão (carbono) muito fina que, aquecida acima de aproximadamente 900 K, passa a emitir luz, inicialmente bastante avermelhada e fraca, passando ao alaranjado e alcançando o amarelo, com uma intensidade luminosa bem maior, ao atingir sua temperatura final, próximo do ponto de fusão do carbono, que é de aproximadamente 3 800 K.
A haste era inserida numa ampola de vidro onde havia sido formado alto vácuo. O sistema diferia da lâmpada a arco voltaico, pois o filamento de carvão saturado em fio de algodão ficava incandescente, ao invés do centelhamento ocasionado pela passagem de corrente das lâmpadas de arco.
Como o filamento de carvão tinha pouca durabilidade, Edison começou a fazer experiências com ligas metálicas, pois a durabilidade das lâmpadas de carvão não passava de algumas horas de uso.
A lâmpada de filamento de bambu carbonizado foi a que teve melhor rendimento e durabilidade, sendo em seguida substituída pela de celulose, e finalmente a conhecida até hoje com filamento de tungsténio cuja temperatura de trabalho chega a 3 000 °C.

## Construção

### Filamento
A maior dificuldade encontrada por Joseph Swan e Thomas Edison, quando tentavam fazer lâmpadas desse tipo, era encontrar um material apropriado para o filamento, cujo material não queimasse.
Quanto mais alta for a temperatura do filamento, maior a parte da energia irradiada que cai na região visível do espectro. Por esse motivo é importante no projeto de uma lâmpada que a temperatura do filamento seja mantida a mais alto possível, mas mantendo a vida útil da lâmpada dentro de um valor razoável.

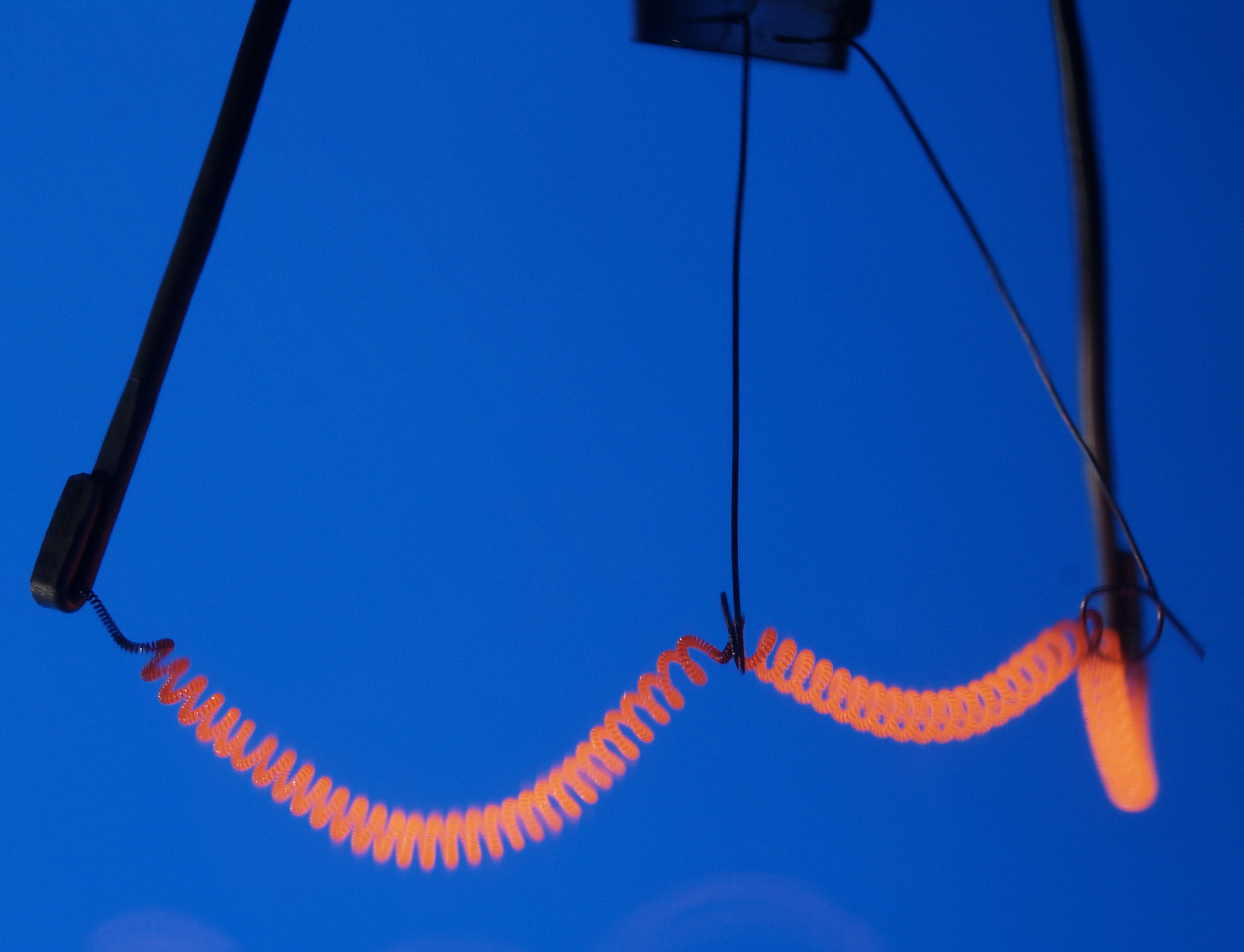
Filamento

Por aproximadamente 26 anos, todas as lâmpadas incandescentes possuíam filamentos feitos de celulose carbonizada (papel, algodão ou bambu). As primeiras lâmpadas comerciais de Edison tinham os filamentos feitos de papel carbonizado que era muito frágil, mas em 1880 sua fábrica utilizava o bambu carbonizado, que produzia filamentos duros e fortes.
As primeiras lâmpadas incandescentes também utilizaram o ósmio e o tântalo como filamento, porém o tungstênio apresentava muitas propriedades desejáveis para o uso como um filamento, sua baixa pressão de vapor e alto ponto de fusão (3 422 °C) permitiam a operação em altas temperaturas e consequentemente possuía alta eficiência. Tipicamente a temperatura de operação de um filamento de tungstênio fica entre 2 200 °C e 2 700 °C (em algumas lâmpadas especiais pode atingir 3 120°C). O Tungstênio leva vantagem sobre o carbono também no que diz respeito a resistência mecânica e ductilidade, o que permite a construção de filamentos mais finos, resistentes e baratos. Praticamente todas as lâmpadas incandescentes atuais utilizam filamentos de tungstênio trefilado e enrolados em forma de espiral, para diminuir as perdas de calor.

### Meio interno
O filamento não deve ter contato com o ar, pois do contrário sua vida seria muito curta, devido à ação oxidante do oxigênio sobre ele. Por isso, as primeiras lâmpadas incandescentes possuíam o meio interno sob vácuo. Porém, esta baixa pressão favorecia a vaporização do filamento diminuindo a sua vida.
Lâmpadas em vácuo eram o único tipo existente até 1913.
Para aumentar a pressão no interior do bulbo, usam-se gases inertes para que não haja nenhuma reação química com o filamento ou com os suportes internos. Primeiramente foi usado o nitrogênio em função de seu baixo custo e pureza, posteriormente o argônio foi reconhecido como a melhor opção, mas era caro e difícil de encontrar.
Hoje em dia usa-se uma mistura de gases inertes, sendo tipicamente o argônio (90 a 95%) e o nitrogênio (10 a 5%) nas lâmpadas de 120 a 220 V respectivamente. A maior quantidade de argônio deve-se ao fato de possuir uma baixa condutividade térmica, propiciando uma maior eficiência luminosa. Algumas lâmpadas especiais utilizam como gás de preenchimento o kriptônio.

## Funcionamento
Quando se aciona um interruptor, a corrente elétrica passa pela lâmpada através de duas gotas de solda de prata que se encontram na parte inferior, e em seguida, ao longo de fios de cobre que são firmemente fixados dentro de uma coluna de vidro. Entre as duas extremidades dos fios de cobre estende-se um outro fio muito fino chamado filamento. Quando a corrente passa por este último, torna-o incandescente, produzindo luz.

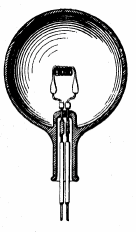
Desenho da lâmpada Incandescente de Edison, como apresentado em sua patente de 1880

## Rendimento
O rendimento da lâmpada incandescente é mínimo, apenas o equivalente a 5% da energia elétrica consumida é transformado em luz, os outros 95% são transformados em calor. Por causa deste desperdício, a União Europeia decidiu abolir as lâmpadas incandescentes a partir de 2012. E neste mesmo sentido, o Brasil já retirou do mercado lâmpadas de 200, 150, 100 e 60 watts.

## Proibição no Brasil
Portaria Interministerial 1007 do Ministério de Minas e Energia, do Ministério da Ciência, Tecnologia e Inovação e do Ministério do Desenvolvimento, Indústria e Comércio Exterior, datado de dezembro de 2010, fixou índices mínimos de eficiência luminosa para construção, importação e comercialização das lâmpadas de uso geral em território brasileiro, definindo cronograma para a substituição das incandescentes por modelos mais eficientes, como as lâmpadas de halogêneo e LED. As lâmpadas incandescentes acima de 75 W deixaram de ser comercializadas em 30 de junho de 2014. As lâmpadas de 25 a 75 watts deixaram de ser produzidas dia 30 de junho de 2015, sendo comercializadas até 30 de junho de 2016.

## Proibição em Portugal
Em 2012, as lâmpadas incandescentes desapareceram do mercado europeu. A determinação da Comissão Europeia corresponde a um mandato que lhe foi dado no âmbito da Directiva Ecodesign (Directiva 2005/32/EC).

#### Plano dephase-outpara iluminação doméstica
| 2009 | - Lâmpadas claras: requisitos mínimos; Classe Energética C para lâmpadas ≥ 950 lm, Classe E para outras lâmpadas (exemplo: phase out de incandescentes ≥ 100 W) - Lâmpadas foscas: Requisitos mínimos: Classe Energética A para todas as lâmpadas. - Novas especificações técnicas para cada tecnologia |
| 2010 | - Lâmpadas claras: Requisitos mínimos Classe energética C para lâmpadas ≥ 725 lm (ex. phase out incandescentes GLS ≥ 75 W) |
| 2011 | - Lâmpadas claras: requisitos mínimos Classe energética C para lâmpadas ≥ 450 lm (ex. phase out incandescentes GLS ≥ 60 W) |
| 2012 | - Lâmpadas claras: requisitos mínimos Classe energética C para lâmpadas ≥ 60 lm (ex. phase out incandescentes GLS ≥ 7 W) |
| 2013 | - Requisitos mais exigentes para especificações técnicas, definidas em 2009 - Phase out de lâmpadas com casquilhos S14, S15 ou S19 |
| 2014 | - Análise do regulamento pela comissão EU |
| 2016 | - Lâmpadas claras: requisitos mínimos Classe energética B para todas as lâmpadas excepto aquelas com casquilho G9 e R7s (phase out das Classe C HALOGEN ENERGY SAVER) - Phase out de lâmpadas com casquilhos E14/E27/B22d/B15d e potências ≤ 60 W                                                       |